# Anabolia oculata
Anabolia oculata is een schietmot uit de familie Limnephilidae. De soort komt voor in het Oriëntaals gebied.